# Louis Lombardi
Louis Lombardi (nascido em 1968 no Bronx, Nova Iorque) é um ator americano. Conhecido pelo personagem Edgar Stiles da série de televisão 24 horas.